# مشاع معلوماتي
المشاع المعلوماتي، أو الملكية المشتركة للمعلومات (بالإنجليزية: Information commons)‏، هي نظام معلومات، مثل مكتبة في الواقع أو مجتمع على الإنترنت، يهدف إلى إنتاج وحفظ وحماية المعلومات للأجيال الحالية والمستقبلية. يمكن اعتبار ويكيبيديا ملكية مشتركة للمعلومات إلى حد ما، حيث تنتج وتحتفظ بالمعلومات من خلال النسخ الحالية للمقالات وتاريخها. أمثلة أخرى على ملكية المعلومات تشمل المشاع الإبداعي.

## مقدمة
مفهوم "الملكية المشتركة للمعلومات" يشير إلى قاعدة المعرفة المشتركة والعمليات التي تسهل أو تعيق استخدامها. كما يشير أيضًا إلى مساحة فعلية، عادة في مكتبة أكاديمية، حيث يمكن للجميع المشاركة في عمليات البحث عن المعلومات وجمعها وإنتاجها. يرتبط مصطلح "المشاعات" بمفهوم الأراضي (أو الأراضي المشتركة) التي كان يشترك فيها القرويون لأغراض الرعي في الأوقات البسيطة. وتشمل القضايا التي تتداول حول هذا الموضوع ما يلي:
- التراخيص المكتوبة للوصول إلى المحتوى الرقمي،
- قانون حقوق التأليف والنشر والملكية الفكرية المماثلة،
- حرية المعلومات،
- التجارة العالمية،
- خصوصية،
- البرمجيات مفتوحة المصدر,
- النشر مفتوح الوصول،
- المكتبات الأكاديمية المتكاملة مع مرافق تكنولوجيا المعلومات والاتصالات، وخاصة في الولايات المتحدة، ولكنها تشمل:
  - Information Commons، مساحة للتعلم والدراسة في جامعة شيفيلد؛
  - Business/SPEA Information Commons، جامعة إنديانا، أنشئ في أغسطس 2007.

بعض الأشخاص يعتقدون أن زيادة سيطرة وتسليع المعلومات يقيد قدرة الإنسانية على تشجيع وتعزيز التطورات الإيجابية في نموها الثقافي والأكاديمي والاقتصادي.

## الإنترنت
الإنترنت، وعصر الإنترنت اللاحق، أدى بالملكيات المعلوماتية إلى مستوى آخر عن طريق تمكين المستهلكين من إنشاء وتوزيع المعلومات على نطاق واسع. سهل الإنترنت الإنتاج والتوزيع اللامركزي للمعلومات لأنه يتجاوز التحكم في بعض أساليب النشر التقليدية. المعلومات المنشورة على الإنترنت لا تخضع لرقابة من قبل المديرين ولا يجري تنسيقها بواسطة إشارات السوق السعرية. وهذا يؤدي إلى إنتاج مشترك للمعرفة يمكن مشاركته بسهولة بين الأفراد.

## مشاعات البرمجيات
الملكيات البرمجية تشمل جميع برامج الكمبيوتر التي يمكن الحصول عليها بتكلفة قليلة أو بدون تكلفة تقريبًا والتي يمكن إعادة استخدامها بقليل من القيود. تتضمن ذلك البرمجيات مفتوحة المصدر التي يمكن تعديلها بقليل من القيود. ومع ذلك، تشمل الملكيات أيضًا برمجيات خارج هذه الفئات - على سبيل المثال، البرمجيات التي تكون في الملك العام.
لقد قام العديد من المبرمجين المبدعين بتطوير وإصدار تطبيقات مفتوحة المصدر للجمهور، بدون شروط الترخيص القيدية المرتبطة بالبرمجيات التجارية. مثال شهير على ذلك هو نظام التشغيل لينكس، وهو نظام مفتوح المصدر. تعمل خوادم الحاسوب التي تُشغِل بحث Google بنظام لينكس.

### تاريخ
بدأت البرامج مفتوحة المصدر في التظهر في الستينيات. كانت آي بي إم واحدة من أوائل شركات الحواسيب التي قدمت منتجاتها للجمهور. جاءت معظم هذه الحواسيب مع برمجيات مجانية كانت عالمية بين الحواسيب المماثلة، ويمكن تعديلها من قبل أي شخص يمتلك البرمجيات. تغير هذا في السبعينيات عندما قررت آي بي إم أن تتحكم أكثر في منتجاتها، حيث قامت بإزالة شيفرات المصدر وعدم السماح بإعادة توزيع برمجياتها.
في الثمانينات والتسعينات، نمت الملكيات البرمجية بفضل خوادم لوحة الإعلانات التي كان يحدث الوصول إليها باستخدام أجهزة الطلب الهاتفي (مودم). اتسعت هذه الظاهرة في أواخر التسعينات مع نمو شبكة الإنترنت، مما سهل التعاون الدولي وسمح للأفراد والمجموعات بمشاركة منتجاتهم بحرية أكبر. تأسست مشروع جنو في عام 1983 لتطوير البرمجيات الحرة.
في عام 1998، أعلنت شركة نتسكيب أن جميع الإصدارات القادمة من برمجياتها ستكون مجانية وسيقوم بها مجتمع مفتوح المصدر (موزيلا). وكان ذلك يشمل متصفح الويب نتسكيب نافيجيتور، الذي كان في ذلك الوقت أحد أكثر المتصفحات شعبية.

## الترخيص المشترك
الترخيص هو العملية التي يستخدمها أصحاب حقوق الملكية لمراقبة استنساخ أو توزيع أو استخدام آخر للأعمال الإبداعية. كثير من شروط الترخيص التجاري هي مكلفة ومقيدة. يمنح نماذج الترخيص المستخدمة في الملكيات المعلوماتية عادة إذنًا لمجموعة واسعة من الاستخدامات. إحدى هذه التراخيص هي رخصة جنو العامة (GPL)، الذي وضعه ريتشارد ستالمان في معهد ماساتشوستس للتكنولوجيا في الثمانينيات. "رخصة جنو للوثائق الحرة هي شكل من أشكال الحقوق المتروكة المعدة للاستخدام في دليل أو كتاب مدرسي أو أي مستند آخر لضمان حصول الجميع على حقوق النشر الفعالة" حرية نسخه وإعادة توزيعه، مع أو بدون تعديلات، سواء تجاريا أو غير تجاري."

## العموميات العلمية
"في الثمانينيات، قامت العديد من الجمعيات المهنية بتحويل نشر مجلاتها إلى شركات خاصة كوسيلة للحد من رسوم العضوية وتوليد الإيرادات." ارتفعت أسعار المجلات العلمية بشكل كبير وقامت شركات النشر بتقييد الوصول إلى هذه المجلات من خلال تراخيص باهظة التكلفة. لم تكن لدى مكتبات البحث خيارًا آخر سوى خفض العديد من اشتراكاتها في المجلات. بدأت المجتمعات الأكاديمية في أوروبا وأمريكا في البحث عن وسائل بديلة لتوزيع وإدارة المعلومات العلمية. تأسس تحالف النشر العلمي والموارد الأكاديمية (SPARC) في عام 1998. "إنه تحالف دولي من المكتبات الأكاديمية ومكتبات البحث يعمل على تصحيح التفاوتات في نظام نشر المعلومات العلمية. يركز على الجانب العملي لتحفيز ظهور نماذج جديدة للتواصل العلمي توسع نشر البحوث العلمية ويقلل من الضغوط المالية على المكتبات."

### ربط المعلومات المشتركة بالتعلم
كثير من المؤسسات تقوم بتجديد مكتباتها لتصبح ملكيات معلوماتية أو ملكيات تعلم. في كثير من الأحيان، تحتل الملكيات المعلوماتية طابقًا واحدًا في مرفق المكتبة، وعادة ما يكون ذلك الطابق هو الطابق الخدمي الرئيسي، الذي يشمل أو يحل محل منطقة المراجع في المكتبة. وغالبًا ما تكون معظم الملكيات المعلوماتية حالياً في فضاءات مكتبة جرى تجديدها، وتكون الأقلية في مبان جديدة تمامًا. وتوجد عدد قليل من الملكيات المعلوماتية في مبان غير مكتبية.

أصبحت هذه المرافق المُجدَّدة ناجحة للغاية، إذا استخدمت إحصائيات عدد الزوار كمقياس. على سبيل المثال، في جامعة إنديانا، ارتفع عدد زوار المكتبة الرئيسية تقريبًا إلى مضاعف من العام الذي سبق افتتاح الملكية المعلوماتية وحتى العام الثاني الكامل لوجودها. على الرغم من أن إحصائيات مثل عدد الزوار توضح تأثير الملكية المعلوماتية، إلا أن هناك المزيد من النجاح من مجرد جلب الطلاب إلى مرافق المكتبة. وقال أحد أمناء مكتبات جامعة سانت توماس:
أرى أن إحدى الأسباب لإنشاء الملكيات هي "جلب الطلاب إلى المكتبة". في حالتنا، كانت هذه الطريقة فعّالة جدًا في جذب الطلاب... زيادة في عدد الزوار بنسبة 110٪... لذا، ستجلب الطلاب. ولكن هذا يطرح السؤال؟ بمجرد دخولهم المبنى، ماذا نفعل معهم؟ كيف نشاركهم؟ إعتقادي هو أن الهدف من الملكيات التعليمية، عند تصميمها وتنفيذها وتشغيلها بشكل صحيح، هو تعزيز تعلم الطلاب والبحث العلمي. هذا هو التحدي الحقيقي، والهدف الحقيقي، للملكيات التعليمية.

### التكنولوجيا المنتشرة
جذبت الملكيات المعلوماتية الطلاب من خلال توفير بيئات تلبي احتياجاتهم، جمعت بين التكنولوجيا والمحتوى والخدمات في مكان فعلي يؤدي إلى بيئة مختلفة عن تلك التي تقدمها مكتبة تقليدية. تقدم المكتبات التقليدية التكنولوجيا والمحتوى والخدمات، فما الجديد أو الاختلاف في الملكيات المعلوماتية؟ التكنولوجيا في الملكيات المعلوماتية هي بشكل مقصود أكثر انتشارًا من معظم المكتبات الأكاديمية التقليدية. إذا لم تكن ميزة متاحة بالفعل في المكتبة، يضاف الوصول اللاسلكي عند تطوير الملكية المعلوماتية. بالإضافة إلى ذلك، تزيد اتصالات الإنترنت السلكية المتزايدة تمكين الطلاب من الوصول إلى ملفات كبيرة، مثل الوسائط المتعددة، أو توفير بديل للاتصال اللاسلكي عندما يصبح الشبكة مشبعة في فترات الاستخدام الذروة.

### مساحات جماعية
فارق آخر كبير بين الملكية المعلوماتية والمكتبات التقليدية هو الطريقة التي يجري فيها استيعاب الفرق. ركزت المكتبات التقليدية على توفير مساحة هادئة للدراسة الفردية. في بعض الأحيان، تتوفر غرف دراسة جماعية قليلة، لكنها تُعتبر ميزة طرفية في المكتبة. في الملكية المعلوماتية، تكوّن الكثير من المساحة لاستخدامها من قبل مجموعات صغيرة من الطلاب، مع اعتبار رغبة الطلاب في التعلم التعاوني ودمج التفاعل الاجتماعي مع العمل. الملكية المعلوماتية غالباً ما تحتوي على أثاث مصمم لاستيعاب عدة أشخاص يشتركون في جهاز كمبيوتر مشترك، وتوفير طاولات كبيرة حيث يمكن لعدة طلاب استخدام أجهزة الكمبيوتر المحمولة أثناء العمل معًا، ومناطق جلوس مريحة مع أثاث مبطن لتشجيع على الاجتماعات غير الرسمية، ومقاهي تقدم الطعام والشراب، وغرف دراسة جماعية غالباً ما تحتوي على جهاز كمبيوتر وشاشة، حتى يتمكن الطلاب من العمل بفعالية معًا على المشاريع.

## روابط خارجية
- Heins، Marjorie؛ Beckles، Tricia (ديسمبر 2005). "Will Fair Use Survive". The Brennan Center for Justice / Free Expression Policy Project. مؤرشف من الأصل في 2023-09-01.
- Kranich، Nancy؛ Beckles (5 يناير 2004). "The Information Commons". The Brennan Center for Justice / Free Expression Policy Project. مؤرشف من الأصل في 2023-09-02.
- Internet Archive A 501(c)(3) non-profit founded to build an 'Internet library', with the purpose of offering permanent access for researchers, historians, and scholars to historical collections that exist in digital format.
- Information Commons Links by Howard Besser
- The Public Domain: Enclosing the Commons of the Mind by James Boyle

## أنظر أيضا
- مشاع المعرفة